# 왕경홍
왕경홍(王景弘, ?~1434, 혹은 1437)은 명(明)의 항해자, 탐험가, 외교가, 선단 제독이다. 왕귀통(王貴通)이라고도 불렸으며 명의 태감(太監)이었다. 복건성(福建省) 용암현(龍巖縣, 오늘날 복건성 용암시) 출신이다.(p. 195-197) 왕경홍은 정화(鄭和)의 부관으로 1405년부터 1433년까지 정화와 함께 동남아시아, 남아시아, 동아프리카를 탐험하였다. 왕경홍은 수마트라로 향하는 제8차 항해를 주도했지만, 가는 길에 난파되어 사망했다고 전한다. 왕경홍은 78세의 나이로 자바(Java) 세마랑(Semarang)에 묻혔다.

## 생애
왕경홍은 원래 연왕(燕王) 주체(朱棣)의 시종이었다. 주체가 후대에 성조(成祖) 영락제(永樂帝)로 불리는 황제로 등극한 이후, 왕경홍은 황제를 따라 몽골 원정에 따라 나섰다. 또한 정사태감(正使太監) 직책으로 정화와 함께 대항해에 나섰다. 정화의 항해 지식과 경험이 일천하였기에 왕경홍이 항로와 함대를 관리하였다. 1405-1407년 제1차 원정, 1407-1409년 제2차 원정,1409-1411년 제3차 원정, 1413-1415년 제4차 원정, 1417-1419년 제5차 원정, 1421-1422년 제6차 원정, 1431-1433년 제7차 원정까지 총 7번 원정에 나섰다. 제2차 원정 당시 왕경홍은 점성(占城) 즉 참파(Champa)에 사행한 적이 있다.(p. 197-200、225) 제7차 원정 당시 정화가 고리(古里) 즉 캘리컷(Calicut)에서 사망하면서, 왕경홍이 선단을 이끌고 귀국했다.(p. 209-210)
1424년, 왕경홍은 남경(南京)을 진수(鎭守)하는 황제의 명에 따라 남경수비(南京守備) 직책을 맡았는데, 이는 다음해인 1425년 정화도 맡았다. 남경 기간동안 왕경홍은 궁전을 수리하고, 대보은사(大報恩寺)를 중수했으며, 북경(北京)으로의 물자 운송을 감독하고, 남경 주씨 왕들의 생필품을 배급했으며, 관병을 선발하여 훈련시켰다. 왕경홍은 1437년 이후에 사망한 것으로 보인다.(p. 203-206、214)

## 전설
나무등(羅懋登)의 『삼보태감서양기통속연의(三寶太監西洋記通俗演義)』와 저자미상의 잡극(雜劇) 『봉천명삼보하서양(奉天命三保下西洋)』은 모두 왕경홍이 문무를 겸비하고 병법에 능통한 장수로 묘사하였다.(p. 215-217) 대만과 남양(南洋)의 화교들은 왕경홍을 흔히 왕삼보(王三保)라고 칭한다. 전설에서 그는 대만에 와서 약을 배포하였으며, 조왜(爪哇) 삼보롱(三寶壠), 즉 자바(Java) 세마랑(Semarang)에서 사망하여 삼보동(三保洞) 곁에 묻혔다고 전한다. 현지 화교들은 왕삼보가 해상과 화교들을 지켜줄 거라고 믿는다. 많은 사람들이 삼보동에 참배하면서 향을 피운다.(p. 215-220)

## 같이 보기
- 공진 (명나라)
- 삼보동
- 영락제
- 정화
- 정화의 원정